# Dr. House
Dr. House (v anglickém originále House, M.D.) je dramatický americký televizní seriál z lékařského prostředí, který vznikl v roce 2004. Seriál scenáristy Davida Shorea byl vytvořen v produkci Paula Attanasioa, Katie Jacobsové, Davida Shorea a Bryana Singera a do roku 2012 jej vysílala stanice Fox.
Děj se odehrává ve fiktivní fakultní nemocnici Princeton-Plainsboro v New Jersey. Hlavní postavou seriálu je Gregory House, který vede diagnostické oddělení a má za úkol řešit obtížné případy. K ruce má tým specialistů, který sestává ze tří doktorů – neurologa Erica Foremana, imunoložky Allison Cameronové a specialisty na intenzivní péči Roberta Chase. Ve čtvrté sérii je jeho tým obměněn a v týmu místo tří původních lékařů působí: specialista na plastickou chirurgii Chris Taub, specialista na tělovýchovnou medicínu a rehabilitační lékařství Lawrence Kutner a „Třináctka“, která má specializaci na interní medicínu. V osmé sérii došlo k další obměně lékařů – léčit začaly Chi Parková a Jessica Adamsová.
Seriál získal mnoho prestižních ocenění včetně ceny Emmy a Zlatého globu pro hlavního protagonistu Hugha Laurieho (Gregory House).
Dne 8. února 2012 Hugh Laurie, David Shore a Katie Jacobsová oznámili, že 8. série je poslední a seriál nebude dále pokračovat. Poslední díl byl odvysílán 21. května 2012 na televizní stanici FOX. V Česku seriál vysílala televize Nova. Premiéra prvních jedenácti dílů osmé řady probíhala od 26. listopadu 2012 do 18. února 2013.

## Přehled
Dr. Gregory House je lékařský génius, který vede tým mladých diagnostiků na fiktivní fakultní nemocnici Princeton-Plainsboro v New Jersey. Budova, která je používána pro externí záběry, je součástí Princetonské univerzity a jedná se o Frist Campus Center. Na začátku většiny epizod jsou zobrazeny události, které vedly k počátkům potíží a symptomů „pacienta týdne“. Jednotlivé epizody pak sledují tým v jeho pokusech diagnostikovat a vyléčit pacientovu nemoc.
Housovo celostátně uznávané oddělení obvykle léčí pacienty, u nichž nebyla v jiných nemocnicích zjištěna diagnóza, takže se jedná většinou o takřka neřešitelné případy. Kromě toho House odmítá přijmout případy, které se mu nezdají zajímavé.
K diagnóze se tým dostává pomocí sokratovské dialogické metody, diferenciálních diagnóz a Housova vedení. Informace a názory svých podřízených však House často nebere v potaz a následně dokazuje, že jejich nápady a příspěvky postrádají množství důležitých faktorů. Poté, co je pacientovi stanovena prvotní diagnóza a nasazena léčba, se jeho stav začne zlepšovat, což obvykle není konečný stav. Následuje prudké zhoršení, které značí chybnou předchozí diagnózu. Tyto navazující komplikace však pomohou Housovi a jeho týmu v určení správné diagnózy, na niž je upozorní nové symptomy. Během odhalování diagnózy se odehrává mnoho nečekaných zvratů. Někdy je těžké nemoc správně diagnostikovat, protože pacient lže o symptomech, o sobě či rodině a prostředí, kde žije. House často říkává „všichni lžou“ nebo při poradách týmu prohlašuje: „pacient lže“ či „symptomy nikdy nelžou“.
Jelikož jsou Housovy teorie o pacientově nemoci často založeny na předpokladu nebo kontroverzním tvrzení, má často problémy získat souhlas od své vedoucí, ředitelky nemocnice Dr. Lisy Cuddyové, k léčebným postupům, které považuje za nezbytné, zejména pak v situacích, kdy je postup velmi riskantní nebo eticky pochybný.
Cuddyová od House vyžaduje, aby trávil více času v klinice pro veřejnost. Během služby v této části nemocnice House pacienty ohromuje výstředním chováním a neortodoxními postupy, ale udělá dojem zároveň rychlou a přesnou diagnózou, přestože vypadá, že o ně nejeví zájem. Pochopení těchto jednoduchých problémů, kterým House na ambulanci čelí, mu často pomůže vyřešit hlavní případ.
V některých epizodách je nutné vniknout do pacientova domu, ať už s jeho souhlasem nebo bez něj, za účelem nalezení odpovědí či indicií, které by vedly ke zjištění diagnózy. Velkou část příběhu zabírá Housovo užívání Vicodinu a jiných drog, aby zvládal bolest, která pochází z infarktu jeho kvadricepsového svalu, který utrpěl před několika lety a po němž musí chodit s holí.
House je mnoha lidmi zpodobňován coby lékařský Sherlock Holmes. Tato podoba je evidentní v mnoha částech zápletek tohoto seriálu, jako je například Housovo spoléhání se na psychologii coby řešitele problému, závislost na drogách, adresu Housova domu, hraní na hudební nástroje, jeho vztah s Dr. Jamesem Wilsonem (odkaz k Dr. Johnu Watsonovi).
Postava Dr. House nezobrazuje typického doktora. Nenosí lékařský plášť, je neupravený, rozcuchaný, neoholený a nemá rád pacienty. Do svého týmu si vybral neurologického specialistu Erica Foremana, jak sám House uvádí, z důvodu, že je černoch a má záznam v trestním rejstříku. Dále pak specialistku na imunologii Allison Cameronovou kvůli jejímu vzhledu a nakonec Roberta Chase, kterého do týmu protlačil jeho vlivný otec. Ve čtvrté sérii je Housův lékařský tým obměněn a je v něm specialista na plastickou chirurgii Chris Taub, specialista na tělovýchovnou medicínu a rehabilitační lékařství Lawrence Kutner a tajuplná „Třináctka“, která má specializaci na interní medicínu.

## Obsazení
Během prvních tří sérií jsou členy Housova týmu Foreman, Chase a Cameronová. Ke konci třetí série Foreman a Cameronová rezignují a House vyhodí Chase. Na začátku čtvrté série House zaměstná čtyřicet doktorů, jejichž počet se v epizodě Games zúží na Tauba, Kutnera a „Třináctku“. Chase a Cameronová jsou i nadále zaměstnanci fakultní nemocnice Princeston-Plainsboro a Foremana v epizodě Guardian Angels Cuddyová znovu přijme do Housova týmu.
| Postava                        | Herec                | Český dabing     | Pozice | Specializace                  | Řady   | Řady   | Řady   | Řady   | Řady   | Řady   | Řady   | Řady      |
| Postava                        | Herec                | Český dabing     | Pozice | Specializace                  | 1      | 2      | 3      | 4      | 5      | 6      | 7      | 8         |
| ------------------------------ | -------------------- | ---------------- | --- | ----------------------------- | ------ | ------ | ------ | ------ | ------ | ------ | ------ | --------- |
| Dr. Gregory House              | Hugh Laurie          | Martin Stránský  | vedoucí Oddělení diagnostické medicíny | infekční lékařství a nefrolog | hlavní | hlavní | hlavní | hlavní | hlavní | hlavní | hlavní | hlavní    |
| Dr. Lisa Cuddyová              | Lisa Edelstein       | Helena Dytrtová  | ředitelka fakultní nemocnice Princeton-Plainsboro děkanka lékařství členka lékařské rady nemocnice Princeton-Plainsboro členka transplantační komise | endokrinoložka                | hlavní | hlavní | hlavní | hlavní | hlavní | hlavní | hlavní |           |
| Dr. James Wilson               | Robert Sean Leonard  | Libor Terš       | primář onkologického oddělení člen lékařské rady nemocnice Princeton-Plainsboro člen transplantační komise | onkolog                       | hlavní | hlavní | hlavní | hlavní | hlavní | hlavní | hlavní | hlavní    |
| Dr. Eric Foreman               | Omar Epps            | Petr Gelnar      | lékař, Oddělení diagnostické medicíny (1.-3. série) šéf Diagnostického oddělení v nemocnici Mercy (4. série, epizody 4.1-4.3) lékař, Oddělení diagnostické medicíny (4. série od epizody Strážní andělé) ředitel a děkan fakultní nemocnice Princeton-Plainsboro (8. série) | neurolog                      | hlavní | hlavní | hlavní | hlavní | hlavní | hlavní | hlavní | hlavní    |
| Dr. Robert Chase               | Jesse Spencer        | Martin Písařík   | lékař, Oddělení diagnostické medicíny (1.-3. série) chirurg (4. série) | intenzivista a kardiolog      | hlavní | hlavní | hlavní | hlavní | hlavní | hlavní | hlavní | hlavní    |
| Dr. Allison Cameronová         | Jennifer Morrisonová | Kateřina Lojdová | lékařka, Oddělení diagnostické medicíny (1.-3. série) vrchní ošetřující lékařka na pohotovosti (4. série) | imunoložka                    | hlavní | hlavní | hlavní | hlavní | hlavní | hlavní |        | hostující |
| Dr. Chris Taub                 | Peter Jacobson       | Filip Jančík     | lékař, Oddělení diagnostické medicíny (4. série) | plastický chirurg             |        |        |        | hlavní | hlavní | hlavní | hlavní | hlavní    |
| Dr. Lawrence Kutner            | Kal Penn             | Václav Rašilov   | lékař, Oddělení diagnostické medicíny (4. série) | rehabilitační lékař           |        |        |        | hlavní | hlavní |        |        | hostující |
| Dr. Remy "Třináctka" Hadleyová | Olivia Wildeová      | Tereza Bebarová  | lékařka, Oddělení diagnostické medicíny (4. série) | internistka                   |        |        |        | hlavní | hlavní | hlavní | hlavní | hlavní    |
| Dr. Martha Mastersová          | Amber Tamblyn        | Ivana Korolová   | postgraduální student, Oddělení diagnostické medicíny (7. série) |                               |        |        |        |        |        |        | hlavní | hostující |
| Dr. Jessica Adams              | Odette Annable       | Jitka Ježková    | lékařka, Oddělení diagnostické medicíny (8. série) | vězeňská lékařka              |        |        |        |        |        |        |        | hlavní    |
| Dr. Chi Park                   | Charlyne Yi          | Jana Páleníčková | lékařka, Oddělení diagnostické medicíny (8. série) | neuroložka                    |        |        |        |        |        |        |        | hlavní    |

## Vysílání
| Řada | Díly | Premiéra v USA     | Premiéra v USA  | Premiéra v ČR      | Premiéra v ČR     | DVD v ČR           | DVD v ČR |
| Řada | Díly | První díl          | Poslední díl    | První díl          | Poslední díl      | Datum vydání       | Disky    |
| ---- | ---- | ------------------ | --------------- | ------------------ | ----------------- | ------------------ | -------- |
| 1    | 22   | 16. listopadu 2004 | 24. května 2005 | 4. října 2006      | 12. března 2007   | 1. srpna 2008      | 6        |
| 2    | 24   | 13. září 2005      | 23. května 2006 | 19. března 2007    | 5. listopadu 2007 | 15. června 2009    | 6        |
| 3    | 24   | 5. září 2006       | 29. května 2007 | 12. listopadu 2007 | 19. května 2008   | 13. července 2009  | 6        |
| 4    | 16   | 25. září 2007      | 19. května 2008 | 1. září 2008       | 22. prosince 2008 | 8. listopadu 2010  | 4        |
| 5    | 24   | 16. září 2008      | 11. května 2009 | 7. září 2009       | 28. dubna 2010    | 26. září 2012      | 6        |
| 6    | 22   | 21. září 2009      | 17. května 2010 | 5. května 2010     | 22. prosince 2010 | 24. října 2012     | 5        |
| 7    | 23   | 20. září 2010      | 23. května 2011 | 5. září 2011       | 19. března 2012   | 21. listopadu 2012 | 5        |
| 8    | 22   | 3. října 2011      | 21. května 2012 | 26. listopadu 2012 | 2. září 2013      | 18. září 2013      | 6        |

## Ocenění
Cena společnosti televizních kritiků
- 2005 – Individuální úspěch v dramatu – Hugh Laurie (nominace)
- 2006 – Výjimečný individuální výkon v dramatu – Hugh Laurie (nominace)

Akademie Science Fiction, Fantasy & Hororových filmů, USA
- 2006 – Nejlepší TV vydání na DVD – 1. série (nominace)

Americká společnost filmových tvůrců, USA
- 2007 – Úspěch v kinematografii v TV seriálu (nominace)

BMI ceny ve Filmu & TV
- 2005 – Vítěz BMI TV hudebních cen

Casting Society of America, USA
- 2005 – Nejlepší dramatické seriálové obsazení (nominace)
- 2006 – Nejlepší úvodní dramatické obsazení (nominace)

Režisérský cech amerických režisérů, USA
- 2006 – Režijní úspěch v dramatickém seriálu – Paris Barclay – epizoda Three Stories (nominace)

Cena Emmy
- 2005 – Nejlepší scénář – David Shore, casting pro dramatický seriál – Amy Lippens (nominace), nejlepší hlavní obsazení – Hugh Laurie (nominace), úvodní titulky – Matt Mulder, Jake Sargeant, Dan Brown, Dave Molloy (nominace), hudba – Christopher Hoag – epizoda Pilote (nominace)
- 2006 – Kamera – Dereck R. Hill, Danielle Berman – epizody Autopsy, Distractions, Skin deep (nominace), Casting – Amy Lippens, Stephanie Laffin (nominace), Výjimečné drama – Paul Attanasio, Katie Jacobs, David Shore, Bryan Singer, Thomas L. Moran, Russel Friend, Garrett Lerner, Doris Egan, David Semel, Matt Witten, Gerrit van der Meer, Lawrence Kaplow (nominace), Zvukový mix – Gerry Lentz, Rich Weingart, Russell C. Fager (nominace)

Zlatý glóbus (Golden Globes), USA
- 2006 – Nejlepší herecký výkon v televizním dramatickém seriálu – Hugh Laurie
- 2007 – Nejlepší herecký výkon v televizním dramatickém seriálu – Hugh Laurie

Cena Humanitas
- 2006 – 60minutová kategorie – David Shore – epizoda Three Stories

Image Awards
- 2005 – Vedlejší role v dramatickém seriálu – Omar Epps
- 2006 – Výjimečný výkon v dramatickém seriálu – Omar Epps (nominace)
- 2007 – Vedlejší role v dramatickém seriálu – Omar Epps (nominace)

Zvukoví editoři filmů, USA
- 2005 – Zvukové efekty – Barbara Issak, Craig T. Rosevear, Brad North (nominace), Nejlepší zvuková úprava – Barbara Issak, Brad North, Jackie Oster – epizoda Paternity (nominace)
- 2006 – Nejlepší zvuková úprava – Barbara Issak, Brad North, Jackie Oster – epizoda Autopsy

Ceny PGA Golden Laurel
- 2007 – Nejlepší drama – David Shore, Katie Jacobs (nominace)

People's Choice Awards, USA
- 2007 – Nejlepší drama – David Shore, Katie Jacobs (nominace)

Satellite Awards
- 2005 – Výjimečný herecký výkon v seriálu – Hugh Laurie, Nejlepší herecký výkon ve vedlejší roli – Lisa Edelsteinová, Výjimečný dramatický seriál, Nejlepší DVD pro 1. sérii (nominace)
- 2006 – Nejlepší herecký výkon v dramatickém seriálu – Hugh Laurie, Nejlepší televizní drama

Screen Actors Guild Awards
- 2006 – Výjimečný herecký výkon – Hugh Laurie (nominace)
- 2007 – Výjimečný herecký výkon – Hugh Laurie